# Echinocereus cinerascens
Echinocereus cinerascens là một loài thực vật có hoa trong họ Cactaceae. Loài này được (DC.) Lem. mô tả khoa học đầu tiên năm 1868.

## Hình ảnh

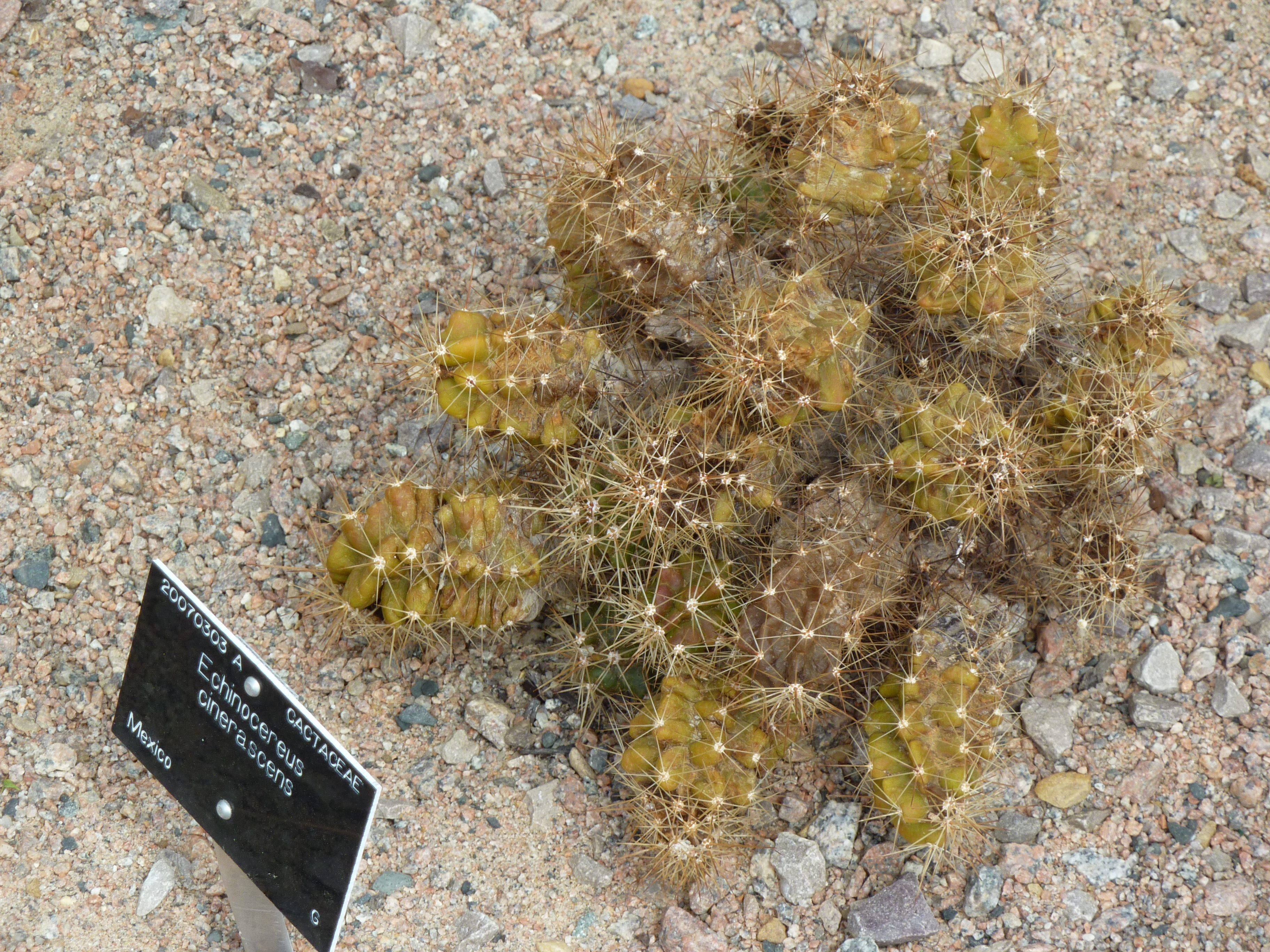
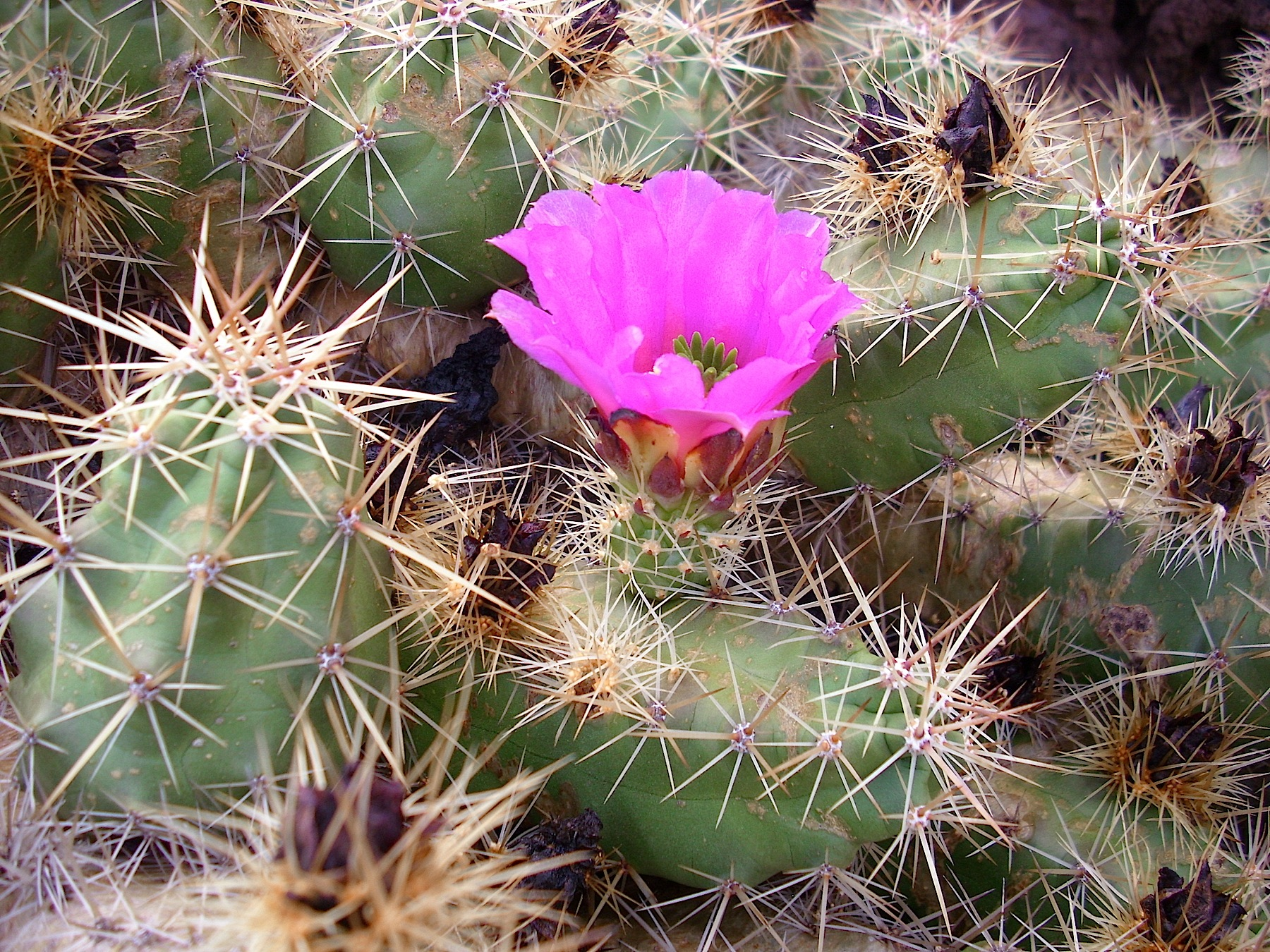
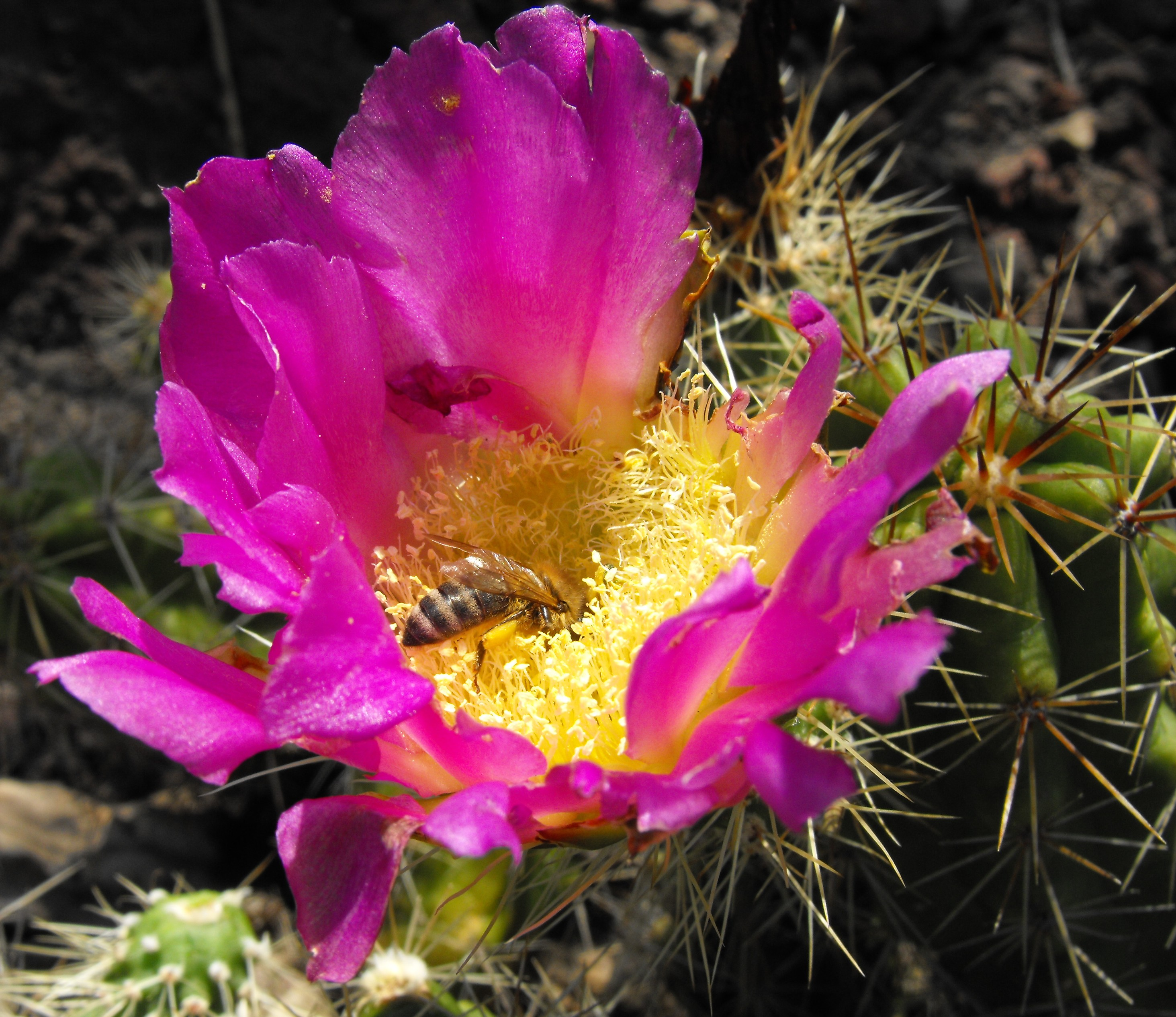